# Dinijar Biljaletdinov
Dinijar Rinatovitsj Biljaletdinov (Russisch: Динияр Ринатович Билялетдинов, Tataars: Динияр Ринат улы Билалетдинев) (Moskou, 27 februari 1985) is een Tataarse voormalig voetballer uit Rusland die als middenvelder speelde.

## Clubcarrière
Biljaletdinov is opgegroeid in Moskou en speelde als middenvelder voor diverse jeugdteams van Lokomotiv Moskou. In 2004 maakt hij zijn debuut in het eerste elftal en werd in het eerste jaar meteen kampioen met de club. In 2009 verliet hij Rusland en ging hij in Engeland voor Everton spelen. In zijn eerste jaar voor Everton scoorde hij zeven keer.

## Interlandcarrière
In 2005 maakte Bilyaletdinov zijn debuut voor het nationale elftal van Rusland. Hij maakte onder andere deel uit van de selectie voor Euro 2008 en speelde op dit toernooi alle wedstrijden.

## Persoonlijk
Dinijar Bilyaletdinov is de zoon van Rinat Bilyaletdinov, een voormalig profvoetballer en tegenwoordig professioneel coach van jeugd van Lokomotiv Moskou.